# Fiat Barchetta
A Fiat Barchetta  a Fiat autógyár által gyártott roadster típusú személyautó. Gyártása 1995 és 2005 között folyt, bár 2002 májusa és 2004 között szüneteltették. A Barchetta olaszul kis hajót jelent.

## Története
A Barchettát 1990 és 1994 között fejlesztették a Tipo B Spider 176 projektnév alatt. Peter Barrett Davis és más autótervezők felügyeletével Andreas Zapatinas és Alessandro Cavazza tervezte a a Fiat tervezőközpontjában, majd a prototípust a Stola műhelyében készítették el.
A gyártás 1995 februárjában indult, és egy rövid kihagyást követően egészen 2005 júniusáig tartott. A típus a Punto első generációjának alapjaira épül. 1747 köbcentiméteres, dupla vezérműtengelyes benzinmotorja változó szelepvezérléssel készült, amely az első ilyen volt a Fiat cég utcai autókba gyártott motorjai között. Teljesítménye 131 lóerő, forgatónyomatéka 164 newtonméter. Az autó 1056 kg tömegű légkondicionáló nélkül, 100 km/h-ra 8,9 másodperc alatt gyorsul, maximális sebessége 200 km/h. Gyártása alatt egy nagyobb ráncfelvarrást eszközöltek rajta, 2000-ben, a Lido, Riviera és az azokat követő modelleken, aminek leglátványosabb jele a harmadik féklámpa csomagtértetőn elhelyezése volt.
2003-ban, a modell újbóli piacra dobása előtt kisebb változtatásokat hajtottak végre rajta, amelyek mind a belsejét, mind pedig a külsejét érintették. A változtatás a legjobban a lökhárítókat érintette. A típus gyártását 2005 júniusában végleg leállították.

## Gyártás
Az autó karosszériáját az ILCAS-nál gyártották, a végső összeszerelést a Maggiora üzemében végezték. A Maggiora 2002-es csődje után a Fiat áthelyezte a Barchetta gyártását a saját mirafiori üzemébe, és két év múlva újraindította. Ugyan a Barchettát csak bal kormányos változatban gyártották, mégis két jobb kormányos országban: az Egyesült Királyságban és Japánban is árulták.